# Палатка (Нижегородская область)
Пала́тка — деревня в Сергачском районе Нижегородской области России. В рамках организации местного самоуправления входит в Сергачский муниципальный округ.

## География
Деревня находится в юго-восточной части области, в зоне хвойно-широколиственных лесов.

### Климат
Климат характеризуется как умеренно континентальный, с коротким тёплым летом и холодной снежной зимой. Среднегодовая температура — 3,6 °C. Средняя температура воздуха самого тёплого месяца (июля) — 20 — 22 °C; самого холодного (января) — −11,5 °C. Среднегодовое количество атмосферных осадков составляет 450—500 мм, из которых большая часть выпадает в тёплый период.

## История
В 2004 — 2022 годах входила в состав Ачкинского сельсовета до его упразднения.

## Население
| 2002 | 2010 |
| ---- | ---- |
| 11   | ↘2   |

### Национальный состав
Согласно результатам переписи 2002 года, в национальной структуре населения русские составляли 82% от общей численности в 11 чел..

## Транспорт
Просёлочные дороги. 